# Pětirožec
Pětirožec (Penthorum) je jediný rod čeledi pětirožcovité (Penthoraceae), náležející do řádu lomikamenotvaré (Saxifragales) dvouděložných rostlin. Jsou to vytrvalé byliny s drobnými květy, vyskytující se ve východní Asii a Severní Americe.

## Popis
Pětirožce jsou vytrvalé byliny s jednoduchými střídavými zubatými listy bez palistů. Květy jsou oboupohlavné, s češulí, ve vrcholových vrcholících. Kalich v počtu 5 (až 8) plátků srostlých na bázi, koruna chybí nebo je složena z 1 až 8 volných plátků. Tyčinky jsou přirostlé k okraji češule, v počtu 10. Semeník svrchní až polospodní, tvořený 5 (4 až 8) plodolisty srostlými jen na bázi. Každý plodolist obsahuje mnoho vajíček. Plodem je mnohasemenná tobolka.

## Rozšíření
Rod pětirožec obsahuje jen dva druhy. Penthorum chinense roste v Asii od Ruska a Mongolska po Čínu, Japonsko a Thajsko, Penthorum sedoides se vyskytuje v Severní Americe, především ve východní polovině USA. Oba druhy rostou především na vlhkých místech v okolí řek.

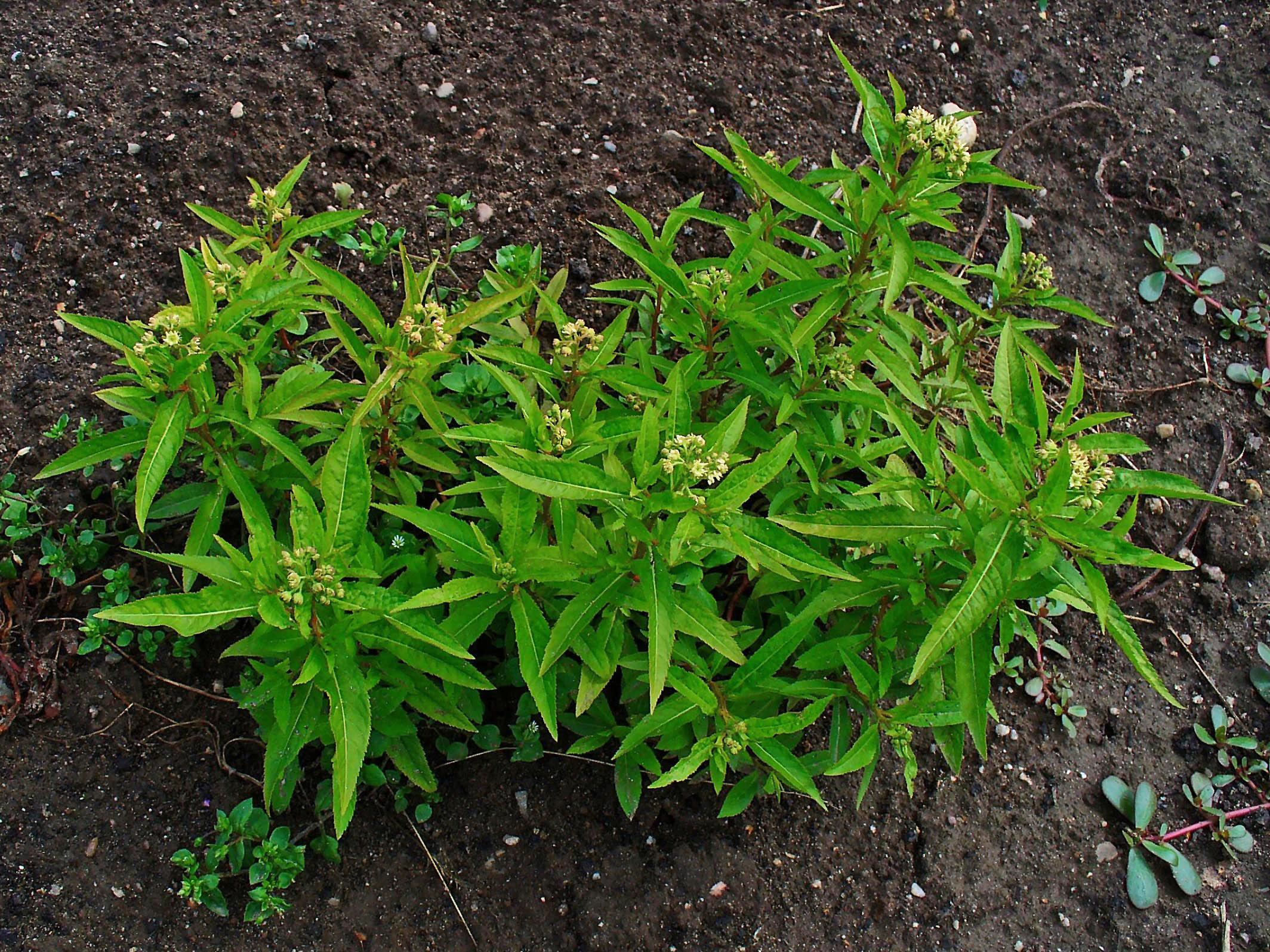
Pětirožec Penthorum sedoides
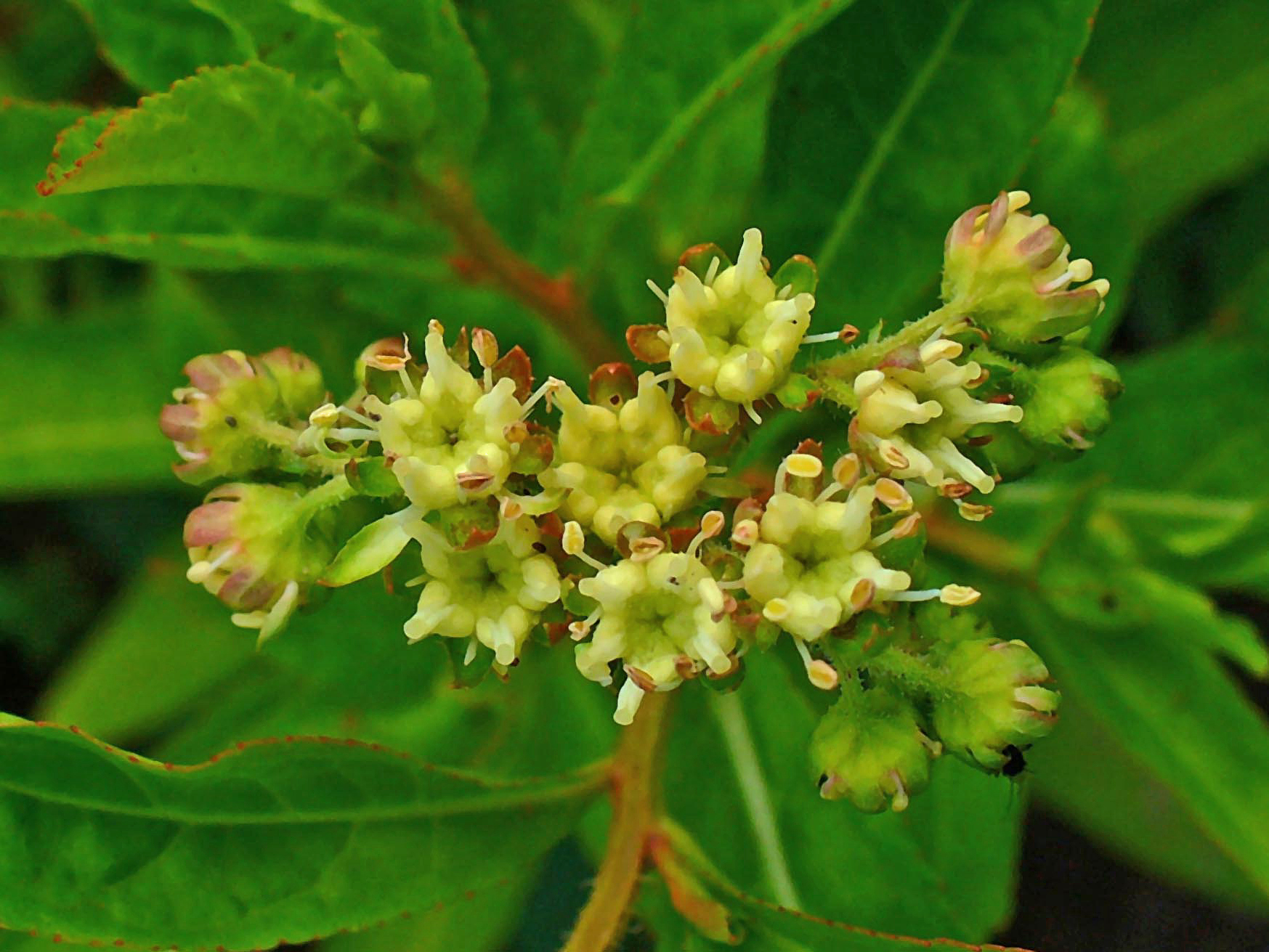
Květy Penthorum sedoides
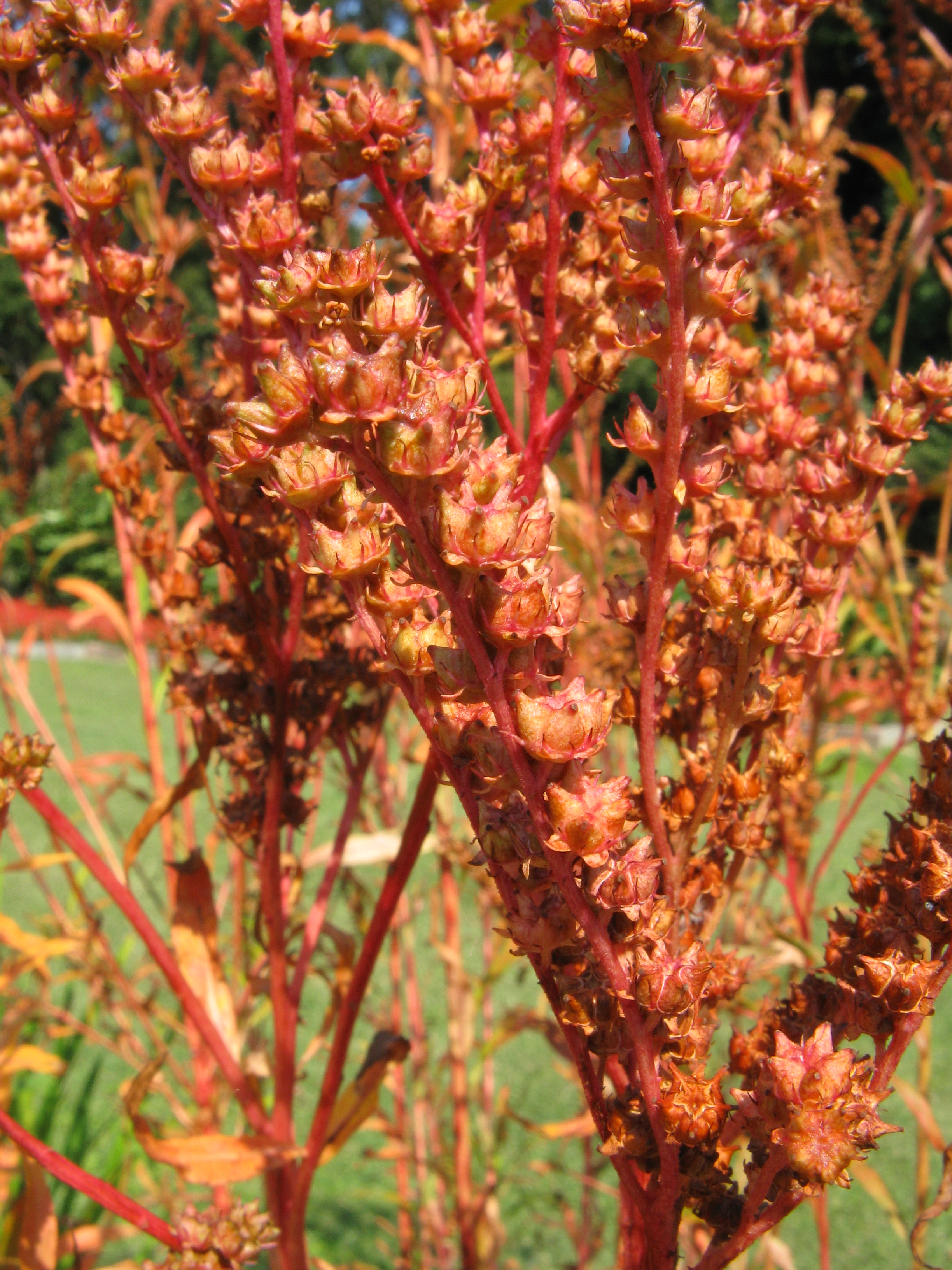
Plodenství Penthorum chinense

## Taxonomie
Cronquist řadil rod Penthorum do čeledi lomikamenovité (Saxifragaceae). Podle systému APG je čeleď Penthoraceae sesterskou větví čeledi zrnulovité (Haloragaceae).

## Zástupci
- Penthorum chinense
- Penthorum sedoides